# Pallas și centaurul
Pallas și centaurul este o pictură realizată în intervalul 1482-1485 de artistul italian renascentist Sandro Botticelli. În prezent, se află în Galeria Uffizi din Florența. A fost propusă ca piesă însoțitoare a lucrării Primavera, deși are o configurație diferită. Mediul folosit este compoziția tempera pe pânză, iar dimensiunile sale sunt 207 x 148 cm.
Figurile în mărime naturală aparțin mitologiei greco-romane, și constituie o alegorie. În stânga este reprezentat un centaur, iar în dreapta o figură feminină ce ține o halebardă foarte sofisticată. Protagonista a fost numită Camilla în cea mai veche consemnare a picturii, dar într-un inventar din 1516 este numită Minerva, echivalentul roman al lui Pallas Atena; Pallas rămâne identificarea ei modernă uzuală, dar Camilla are susținători. Pânza fină a rochiei ei este decorată cu cele trei inele simbolice ale familiei Medici.
Pictura sugerează victoria castității asupra abuzului și desfrânării, reprezentate de centaur. Olimpiana Atena supune patrupedul, ce o roagă din priviri pentru iertare. Pe această linie generală au fost propuse și semnificații personale, politice și filosofice mai specifice.

## Istorie
Din considerente stilistice, pictura este datată de cele mai multe ori în jurul anului 1482 sau 1483, la scurt timp după întoarcerea lui Botticelli de la Roma, unde a participat la proiectul de pictare a Capelei Sixtine. Trăsăturile centaurului sunt apropiate de cele ale lui Moise într-una dintre frescele sale de acolo. Pictura este adesea legată de nunta din 1482 a lui Lorenzo di Pierfrancesco de' Medici cu Semiramide Appiano, poate ca un cadou de nuntă din partea lui Lorenzo de' Medici.
Având în vedere însemnul Medici de pe rochia lui Pallas, se presupune că a fost comandat de familia Medici, la fel ca multe dintre picturile lui Botticelli, și a ajuns la Uffizi împreună cu o mare parte din colecția lor. În 1499, un inventar îl menționează în aceeași cameră cu Primavera lui Botticelli, în palatul din Florența al lui Lorenzo di Pierfrancesco de' Medici și al fratelui său, Giovanni. Ei erau verișorii lui Lorenzo de' Medici, conducătorul de facto al Florenței, iar după moartea timpurie a tatălui lor, au fost protejații acestuia. La sfârșitul secolului al XVI-lea a fost expus în Palazzo Vecchio. În 1638, se afla la Villa di Castello de Medici, la fel ca și Primavera, apoi este recenzat la Palatul Pitti în jurul anului 1830, moment în care Botticelli nu mai era la modă, și considerat în principal de interes istoric.
Pictura a intrat ulterior în sfera abandonului, până când a fost remarcată în 1895 într-una dintre anticamerele de la Palazzo Pitti de către artistul englez stabilit la Florența, William Blundell Spence. Tabloul s-a aflat în galeria Uffizi din 1922.

## Interpretări

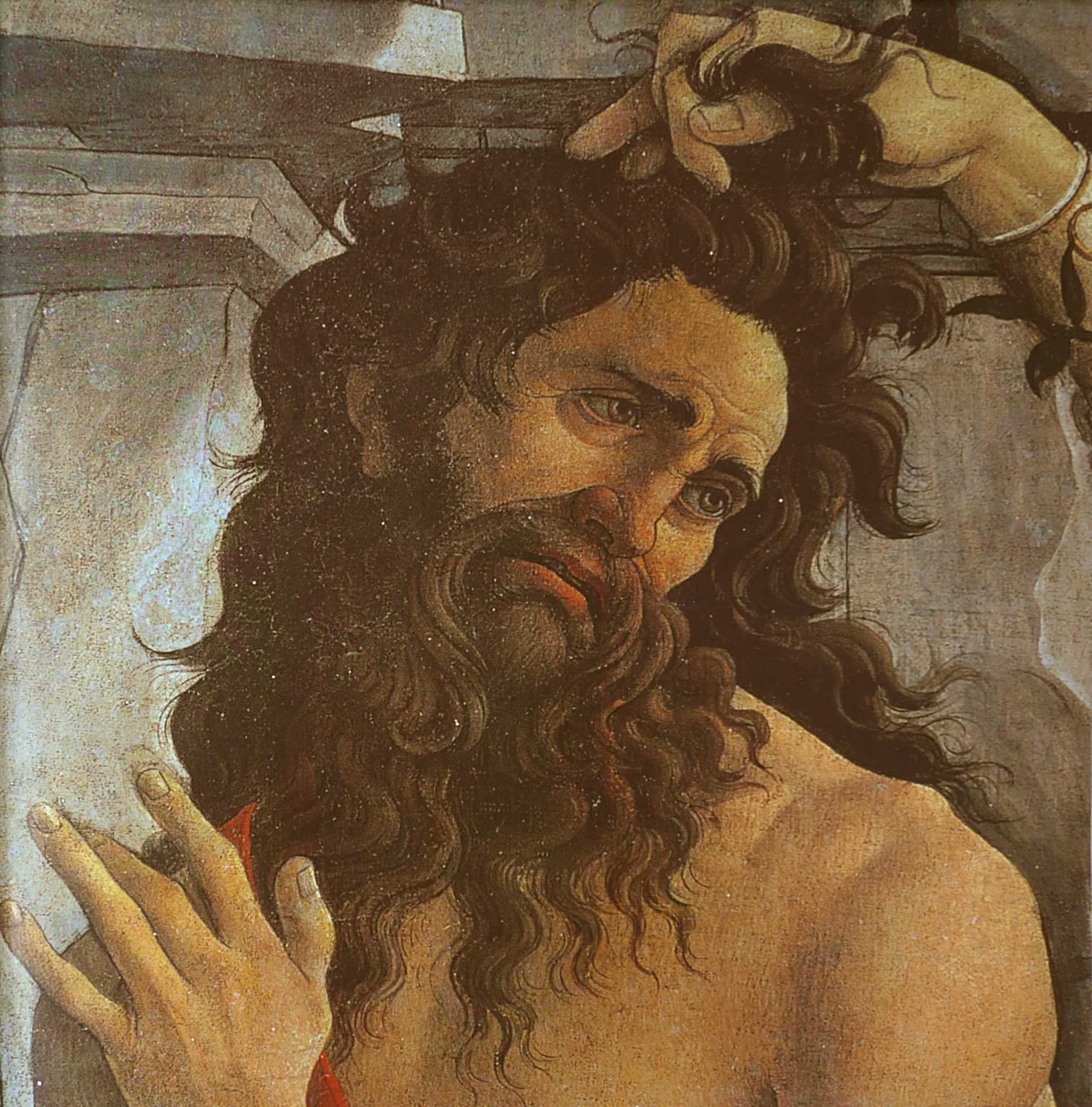
Detaliu al expresiei centaurului

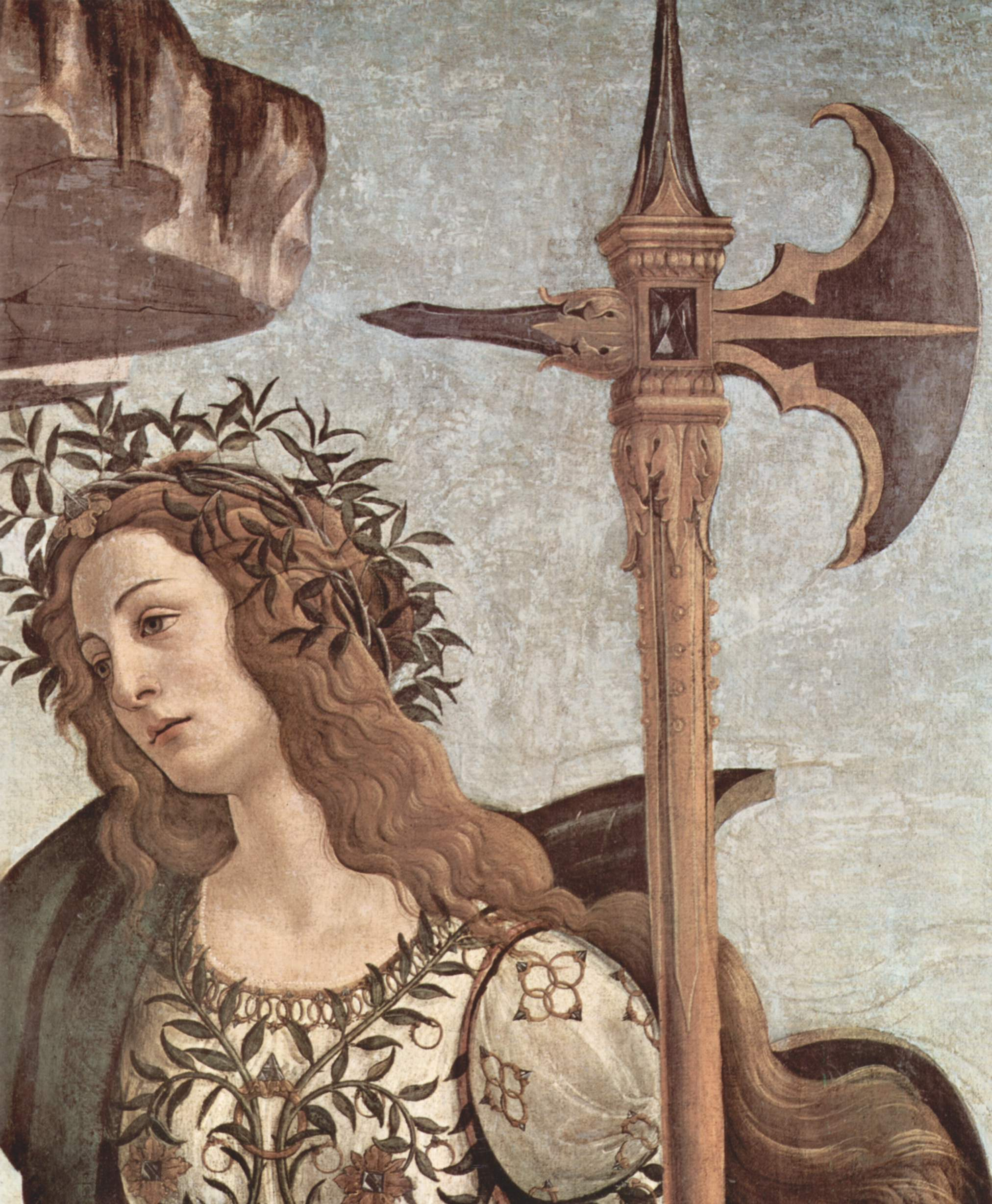
Detaliu al chipului și armei lui Pallas

Dacă a fost dăruit de Lorenzo de' Medici pentru nunta verișoarei sale, cele două figuri pot reprezenta cuplul, în afara oricăror alte interpretări. Terenurile tatălui miresei, stăpânul de Piombino de pe coasta Liguriei, și insula Elba, aflată chiar lângă aceasta, ar putea fi considerate ca făcând parte din terenurile de vânătoare ale Camillei. În italiană, cercurile din stema de Medici se numesc palle, iar susținătorii lor erau uneori numiți palleschi, ceea ce sporește plauzibilitatea interpretărilor politice. În plus, Pallas poartă fie ramuri de măslin (arborele Atenei), fie ramuri de laur, împletite în jurul capului, brațelor, sânilor și șoldurilor, ținute împreună de inele de diamant asemănătoare celor care formează semnul de Medici; laurul a fost adesea folosit ca o referință la familia Medici.
Pallas este o figură a rațiunii, care ține de păr bestia naturii noastre - reprezentată de centaur - și o privește fără teamă. Acest lucru a fost pus în legătură cu teoria inconștientului a lui Sigmund Freud, dar și cu ideea neoplatonistului renascentist Marsilio Ficino despre sufletul uman ca fiind în parte animal și în parte uman. A fost interpretat ca o alegorie despre pacea de după războaiele Pazzi.
Profesorul universitar american Arthur Frothingham a presupus că ideea lui Botticelli pentru pictură ar fi putut proveni de la o imagine din Cronografia din 354, un calendar roman realizat de Furius Dionysius Filocalus, secretarul papei Damasus I. Calendarul înfățișează personificarea orașului Trier sub forma unei femei războinice cu o suliță și un scut, care ține la picioare părul unei figuri masculine cu un arc și săgeți. Bărbatul este mai mic decât femeia, și pare să încerce să scape din strânsoarea ei. Cele două lucrări sunt foarte asemănătoare, și este posibil ca Botticelli să fi avut ideea picturii sale din această imagine, după ce a văzut o copie.

## Galerie

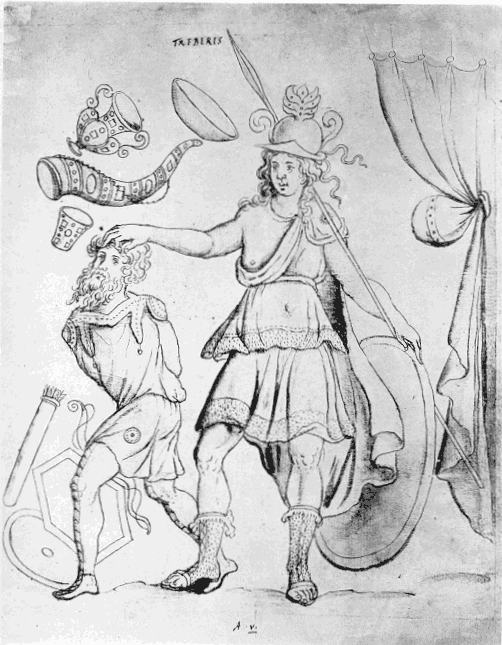
Personificarea orașului Trier din Cronografia anului 354
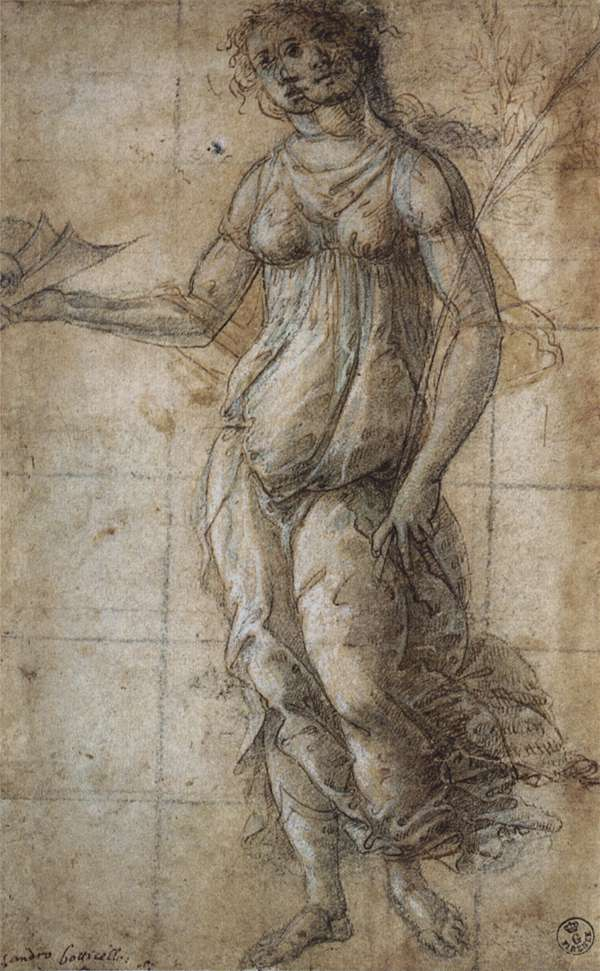
Schița lui Botticelli cu Pallas, circa 1490
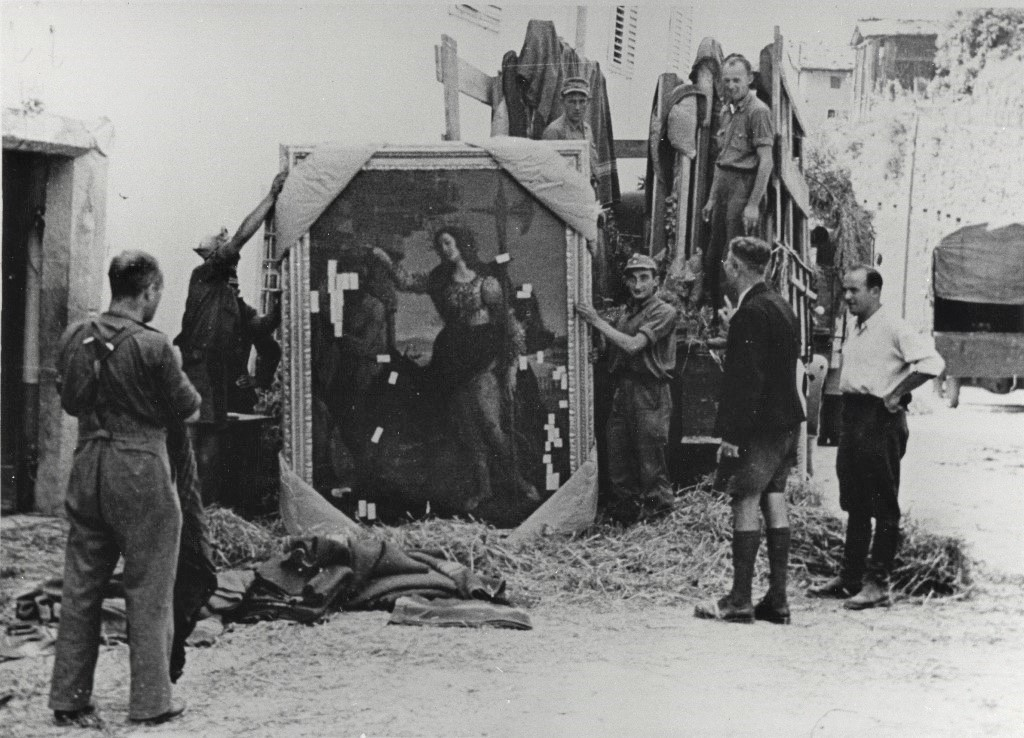
Soldați naziști confiscând Pallas și centaurul din Uffizi, iulie 1945
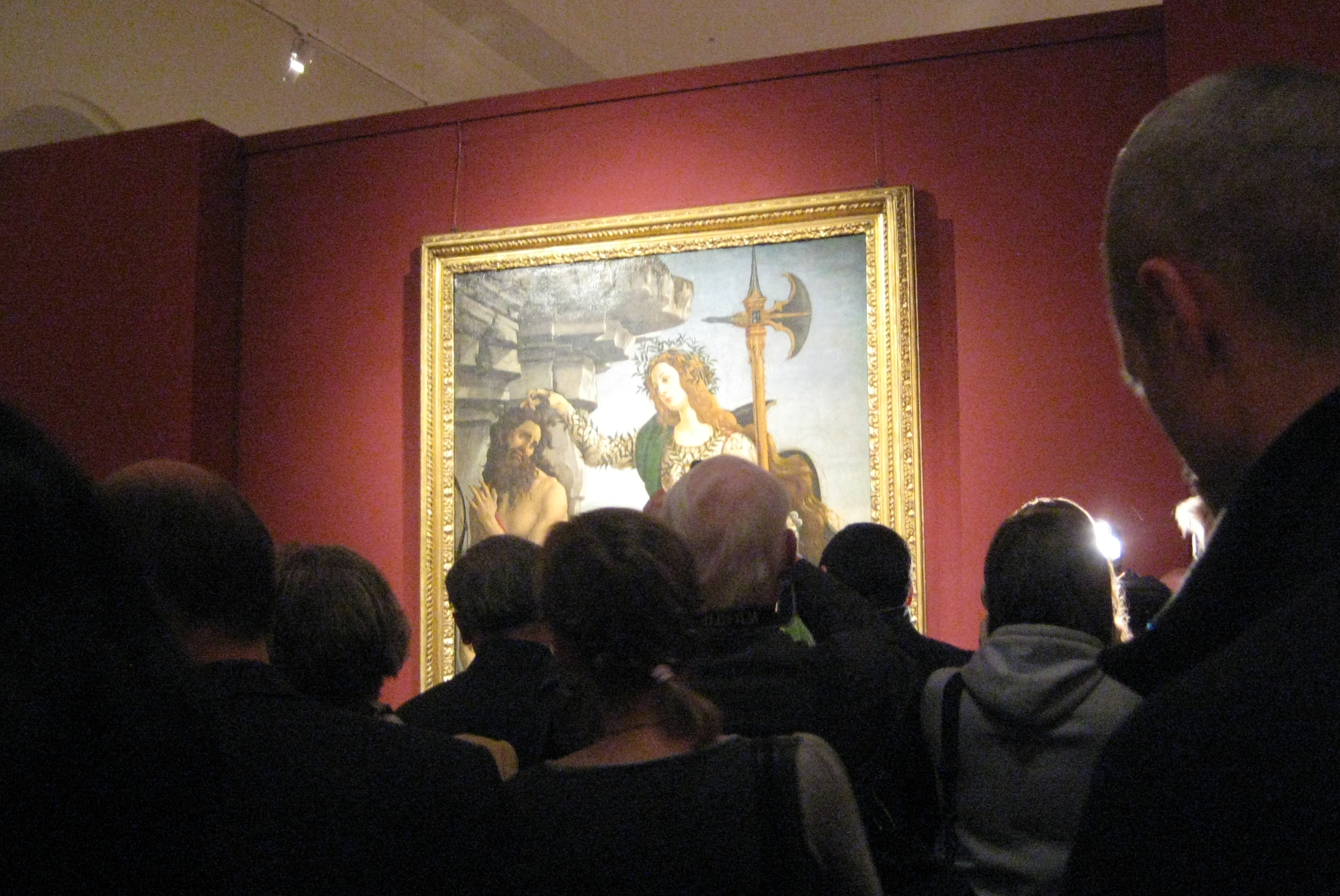
Pallas și centaurul în timpul unei expoziții temporare la Moscova, 2011